# Esclereida

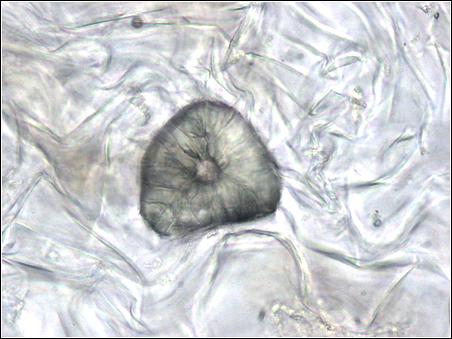
Microfotografía de una braquiesclereida. Obsérvese la gruesa pared celular y el pequeño lumen en el centro.

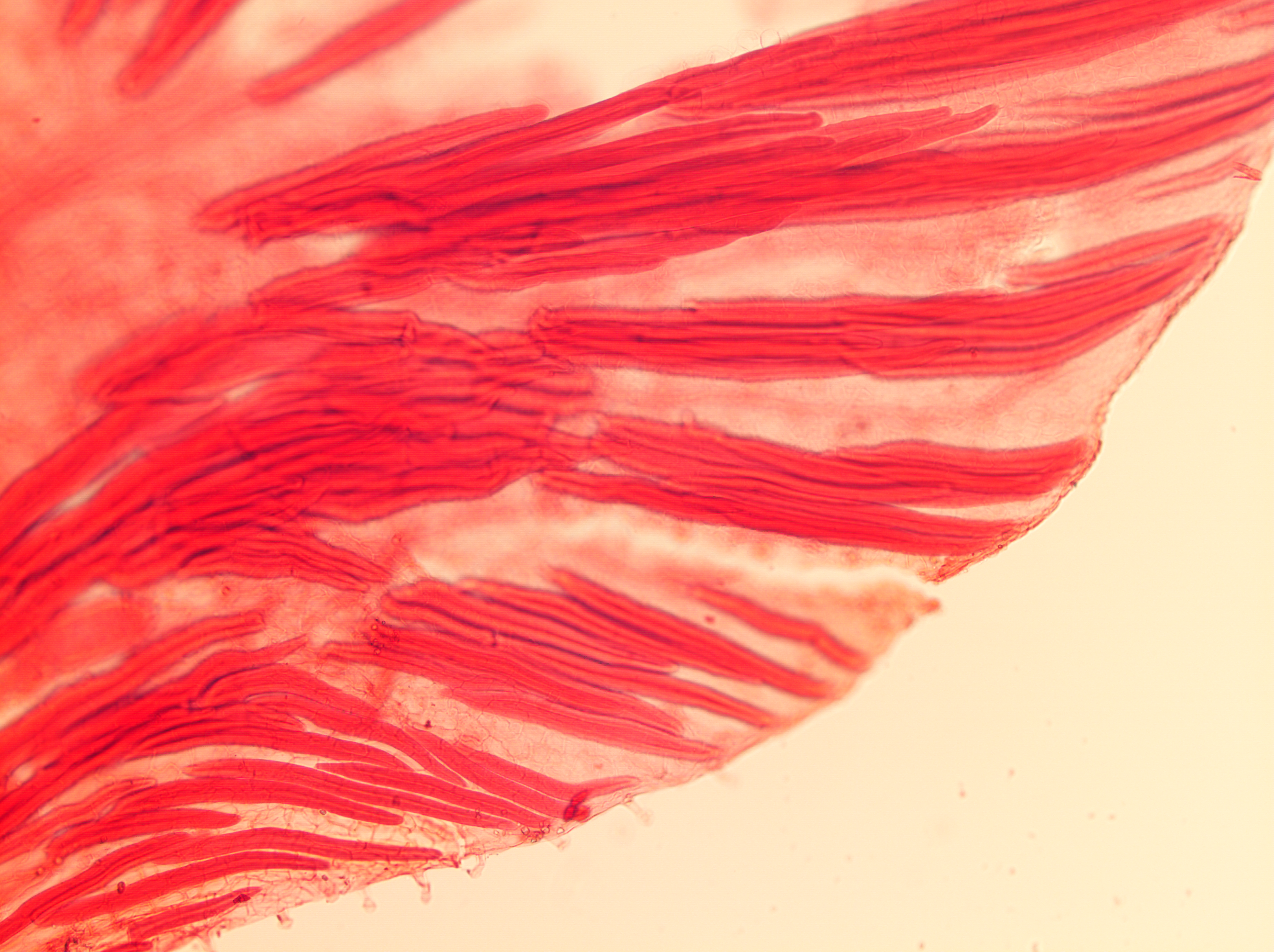
Esclereidas filiformes en un pétalo de Dionysia.

En histología vegetal, la esclereida es un tipo de célula con una gruesa pared celular secundaria que forman parte del esclerénquima. Si bien pueden presentar formas muy irregulares, usualmente son más o menos isodiamétricas. Su misión es la de aportar rigidez a tejidos muy lignificados (muy duros), como el endocarpo de la fruta del hueso. No obstante, se las puede encontrar formando nódulos en tejidos parenquimáticos relativamente blandos, como el córtex del tallo del nogal, o aisladas, como las que se pueden encontrar en el mesocarpo de la pera.

## Origen
Pueden originarse a partir de células del meristema fundamental que se individualizan muy pronto como primordios de esclereidas. Las esclereidas de los tejidos vasculares —xilema y floema— se originan a partir de derivadas del procámbium o del cámbium. Las de la epidermis se originan a partir de la protodermis. Pueden originarse secundariamente por esclerosis de células parenquimáticas, como las que se presentan en el floema secundario.

## Estructura
Las esclereidas son generalmente células muertas a la madurez pero, en algunos casos, pueden conservar su citoplasma durante largos períodos de tiempo (hasta 5 años). Las paredes celulares son secundarias y lignificadas. La pared celular varía en espesor, en ocasiones puede ser tan gruesa que llena casi totalmente el lumen celular. Puede presentar puntuaciones simples o ramificadas.

## Distribución en la planta
Las esclereidas se hallan ampliamente distribuidas en el cuerpo de la planta. En el tallo las esclereidas pueden encontrarse aisladas o en grupos en el córtex y en la médula de dicotiledóneas y gimnospermas, como así también en los radios medulares o en el floema. En la hoja la presencia de esclereidas en el mesófilo del limbo foliar es característica de algunas plantas tropicales. Pueden presentarse en el extremo de los haces vasculares o atravesando completamente el mesófilo. En las hojas de algunas monocotiledóneas, la epidermis está formada por esclereidas, como sucede en las catáfilas del ajo. En el fruto las esclereidas pueden encontrarse dispersas o formando grupos en la pulpa carnosa, suave, de ciertos pomos, dando la textura arenosa característica de la pera o del membrillo.   También constituyen el endocarpo de las drupas, como sucede en el durazno y la  ciruela. En los frutos secos constituyen las paredes duras, como en la cipsela de lechuga. En la semillas las esclereidas se encuentran en abundancia dando dureza y consistencia al episperma, por ejemplo en la epidermis de semillas de arveja.

## Clasificación
Las esclereidas varían mucho en forma, tamaño y características de sus paredes. Se suelen distinguir los siguientes tipos:
- Braquiesclereidas,  células cortas, isodiamétricas, parecidas en su forma a las células del parénquima fundamental.
- Macroesclereidas,  células alargadas en forma de varilla o más o menos prismáticas.
- Osteoesclereidas,  células columnares con sus extremos agrandados, en forma de hueso.
- Astroesclereidas,  células muy ramificadas
- Tricoesclereidas, células con paredes celulares delgadas, semejantes a tricomas, con ramas que se extienden a los espacios intercelulares.
- Esclereidas filiformes, células largas y delgadas semejantes a fibras.